# جيمس إدواردز
جيمس بوروز إدواردز (بالإنجليزية: James B. Edwards) (24 يونيو 1927 - 26 ديسمبر 2014) هو سياسي ومسؤول أمريكي من ولاية كارولينا الجنوبية. وكان أول جمهوري ينتخب حاكم لهذه الولاية منذ عصر إعادة الإعمار الذي تبع الحرب الأهلية الأمريكية في النصف الثاني من القرن التاسع عشر. ثم شغل منصب وزير الطاقة الأمريكي في حكومة رونالد ريغان.

## التعليم
تعلم في جامعة بنسلفانيا.

## روابط خارجية
- جيمس إدواردز على موقع مونزينجر (الألمانية)
- جيمس إدواردز على موقع إن إن دي بي (الإنجليزية)